# Rize (tartomány)
Rize tartomány Törökország egyik fekete-tengeri tartománya, székhelye Rize városa. Főként tea- és mogyorótermesztéséről ismert. Az ország legcsapadékosabb vidéke, az évi átlagos csapadékmennyiség 2300 mm fölött van.
A tartomány magába foglalja az ún. Lázisztán legnagyobb részét, amely a lázoknak nevezett muszlim grúz népcsoport hagyományos régiója.

## Körzetei
A tartománynak 12 körzete van:
- Ardeşen
- Çamlıhemşin
- Çayeli
- Derepazarı
- Fındıklı
- Güneysu
- Hemşin
- İkizdere
- İyidere
- Kalkandere
- Pazar
- Rize

## Képek

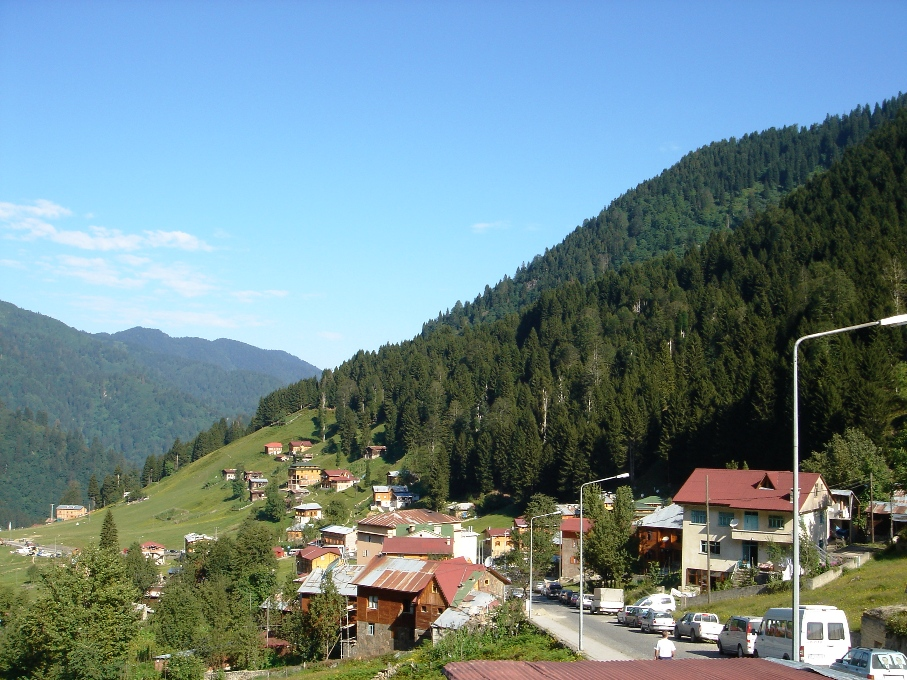
Kis falu a rizei hegyekben
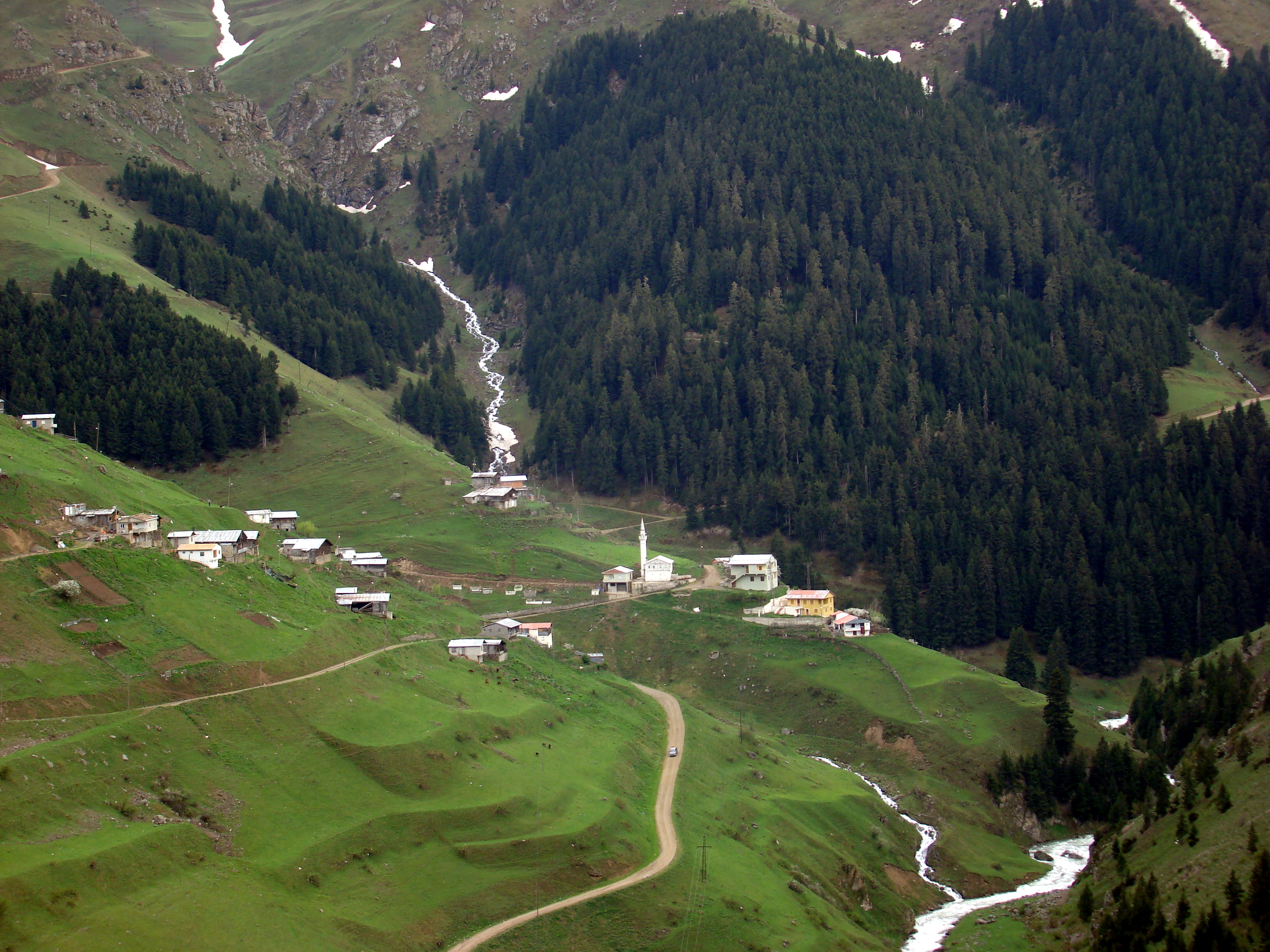
Az Anzer-felföld (yayla)
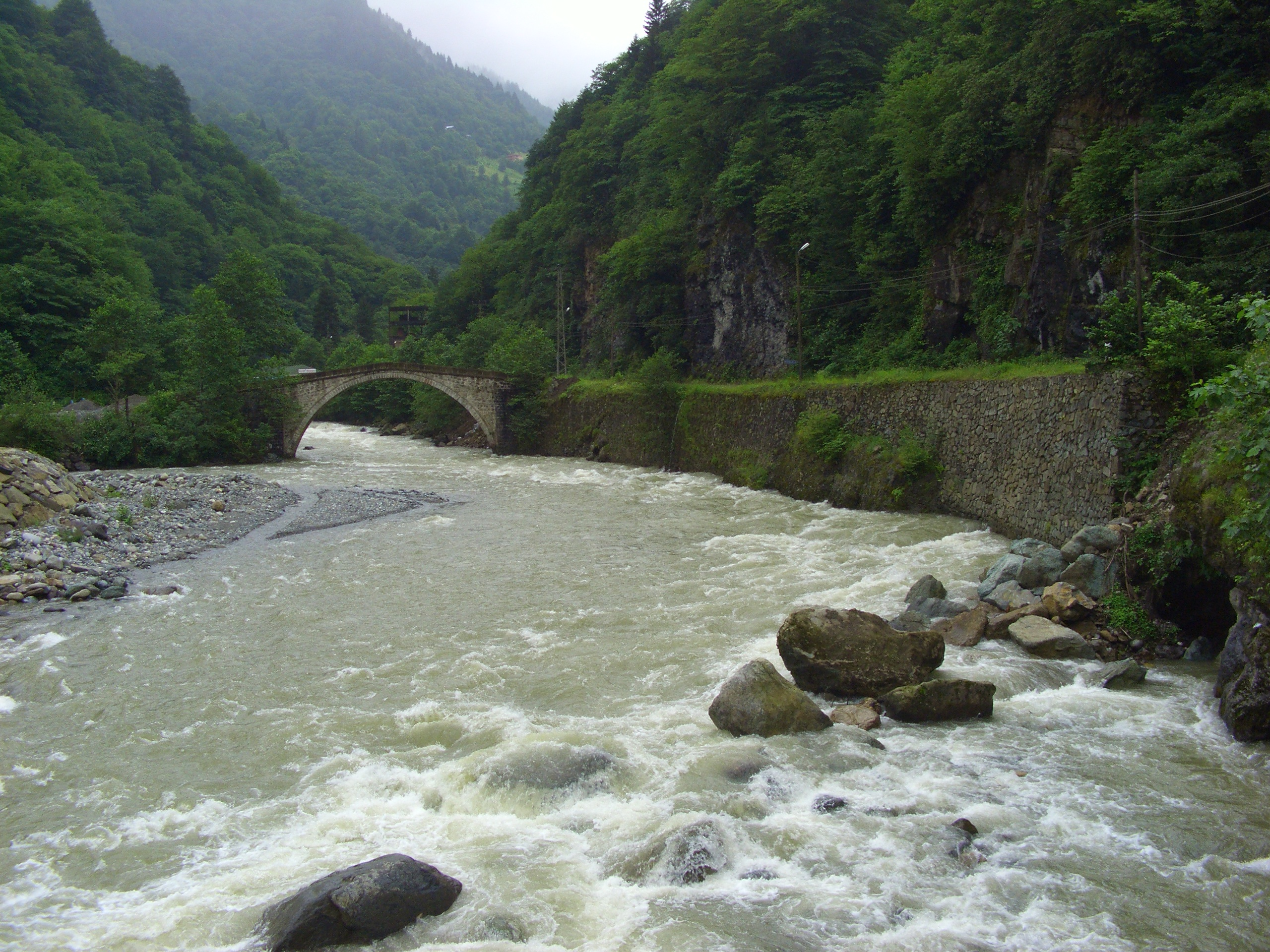
A Fırtına patak